# سلیم بن جمیعه
سلیم بن جمیعه (انگلیسی: Selim Ben Djemia؛ زادهٔ ۲۹ ژانویهٔ ۱۹۸۹) بازیکن فوتبال اهل فرانسه است.
از باشگاه‌هایی که در آن بازی کرده‌است می‌توان به باشگاه فوتبال آسترا جورجو، باشگاه فوتبال پترولول پلویشت، باشگاه فوتبال صفاقسی، باشگاه فوتبال پادوا، باشگاه فوتبال فروزینونه، و باشگاه فوتبال جنوآ اشاره کرد.
وی همچنین در تیم ملی فوتبال تونس بازی کرده‌است.